# Ian Scheckter
Ian Scheckter, född 22 augusti 1947 i East London, är en sydafrikansk racerförare. Han är äldre bror till racerföraren Jody Scheckter.

## Racingkarriär
Scheckter vann Sunshine Series i Formel Ford 1972 och fick motta Driver to Europe Award som innebar att han fick tävla i racing i Europa. 
Scheckter debuterade i formel 1 för Team Gunston i en Lotus 72 i Sydafrika 1974. Han körde även i hemmaloppet de följande två säsongerna, men då för Blignaut i en Tyrrell 007. Utöver dessa lopp körde han några lopp till, bland annat ett par för Williams 1976. Säsongen 1977 körde Scheckter för March, men lyckades bara komma i mål i två lopp och då som bäst på tionde plats i Nederländerna 1977. 
Efter den misslyckade F1-karriären återvände han till Sydafrika där han dominerade i den nationella Formel Atlantic-serien under flera säsonger. Därefter tävlade han i standardvagnar för BMW.

## F1-karriär
| Säsong | Stall/Tillverkare                      | Poäng | Placering |
| ------ | -------------------------------------- | ----- | --------- |
| 1974   | Team Gunston (Lotus-Ford) Hesketh-Ford | 0     | –         |
| 1975   | Blignaut (Tyrrell-Ford)                | 0     | –         |
| 1976   | Blignaut (Tyrrell-Ford) Williams-Ford  | 0     | –         |
| 1977   | March-Ford                             | 0     | –         |